# Stepànovka (Saràtov)
|  | Per a altres significats, vegeu «Stepànovka». |

Stepànovka (en rus: Степановка) és un poble de l'óblast de Saràtov, a Rússia, segons el cens del 2010 tenia 13 habitants. Pertany al districte municipal de Rtísxevo.